# Dopis pro krále
Dopis pro krále (1962, De brief voor de koning) je dobrodružný fantasy román pro mládež z rytířských dob, který napsala nizozemská spisovatela Tonke Dragtová. Román získal roku 1963 ocenění Kinderboek van het jaar (Dětská kniha roku), které bylo předchůdcem ceny Gouden Griffel (Zlaté pisátko), a roku 2004 cenu Griffel der Griffels (Pisátko z pisátka) jako nejlepší nizozemská dětská kniha posledních padesáti let. Roku 1965 spisovatelka napsala pokračování s názvem Tajemství Divokého lesa (Geheimen van het Wilde Woud).

## Obsah románu
Román se odehrává v dávných rytířských dobách ve dvou fiktivních královstvích: v Zemi krále Dagonauta na východ od Velkých hor a v Zemi krále Ynauvena na západ od Velkých hor. Začíná o svatojánské noci v Dagonautově městě. V kapli nad městem bdí pět mladíků, kteří mají být ráno pasováni na rytíře. Celou noc nesmí s nikým mluvit a musí přemýšlet o svém novém postavení. 
Nejmladší z chlapců se jmenuje Tjuri a je mu teprve šestnáct let. Z jeho meditací jej náhle vytrhne hlas zvenčí, který jej ve jménu božím žádá o pomoc. Tjuri nakonec kapli opustí, i když ví, že tím ohrožuje své pasování. Neznámý starý muž jej žádá, aby donesl Černému rytíři s bílým štítem do lesní krčmy důležitý dopis, který on sám nemůže doručit, protože je pronásledován.
Tjuri rytíře najde, ale ten je smrtelně raněn. Byl vylákán do léčky Černým rytířem s rudým štítem, jehož rudí jezdci jej s velkou přesilou ze zálohy přepadli. Rytíř Tjuriho požádá, aby dopis doručil králi Ynauvenovi. O svém úkolu nesmí nikomu říct, protože dopis obsahuje velmi závažné zprávy. Dá mu také prsten pro poustevníka Menaurese, který podle něho pozná, že Tjuriho posílá on, a pomůže dostat se přes Veliké hory.
Tjuri je na své cestě pronásledován rudými jezdci, kteří se jej snaží zabít a tak mu ve splnění úkolu zabránit. Zároveň jej stíhají jacísi šedí rytíři. Těm se ho na hradě Mistrinaut podaří zajmout a chtějí jej popravit, protože jsou přesvědčeni, že právě on zavraždil jejich přítele Černého rytíře s bílým štítem. Tjurimu se snaží pomoci dcera hradního pána Lavinie, které není Tjuri lhostejný. Nakonec se podaří rytíře přesvědčit o Tjuriho nevině a ten se od nich dozví, že jsou rytíři krále Ynauvena, že Černý rytíř s bílým štítem se jmenoval Edvinen, který pocházel z Ynauvenovy země a že přijížděl z Evílanu. 
Evílan je další země, která sousedí se Zeměmi krále Dagonauta a krále Ynauvena. Vlády v Evílanu se před časem zmocnil mladší syn krále Ynauvena, který velmi těžce nesl, že není následníkem trůnu, a vyvolával neustále konflikty se sousedními zeměmi. Nyní však požádal svého otce o mír a ten vyslal do Evílanu poselstvo, které o něm mělo jednat. Jeho členem byl i rytíř Edvinen.   
Tjuri je nyní ještě více přesvědčen, že dopis obsahuje velmi důležitou zprávu a rychle se vydá na další cestu. Najde poustevníka Menaurese, o kterém se později dozví, že je bratrem krále Ynauvena, který se dobrovolně vzdal světského života. Menaures s ním přes hory pošle mladíka Piaka, aby mu ukázal cestu. Z obou se stanou dobří přátelé a dále pokračují v cestě spolu. Zažijí mnohá dobrodružství, při kterých jim jde i o život. Dokonce musí dopis zničit, aby se nedostal do nepovolaných rukou. Před tím se však Tjuri naučí jeho obsah, napsaný zvláštní starobylou a nesrozumitelnou řečí nazpaměť.
Nakonec se jim podaří dostat se do Ynauvenova města a předat obsah dopisu králi. Ten se tak dozví, že žádost jeho mladšího syna o mír byla pouze lest, jejímž cílem bylo zavraždit staršího bratra a stát se tak následníkem trůnu.
Za splněný úkol dostanou oba mladíci od krále Ynauvena vzácné meče, prsten a dopis pro krále Dagonauta. Mohou se nyní oba vrátit v bezpečí domů. Na cestě opět navštíví hrad Mistrinaut a Tjuri získá od Lavinie rukavičku, aby ji mohl nosit na přilbě při turnajích. 
Tjuri má ale velké obavy, že ho král Dagonaut po návratu na rytíře již nepasuje, protože nesplnil svou povinnost bdít celou noc v kapli. Král Dagonaut si přečte dopis od krále Ynauvena a Tjuriho statečnost ocení tím. že ho na rytíře pasuje. Piak se stane Tjuriho panošem. Král Tjurimu při pasování řekne: „Nebyl jsi sice na rytíře pasován, ale prokázal jsi, že rytířem jsi. Sám jsi ze sebe udělal rytíře svým jednáním, Tjuri, a třebaže ti teď poklepu mečem na rameno, nestaneš se rytířem více, než už jsi teď!".

## Filmové adaptace
- Dopis pro krále (2008, De brief voor de koning), nizozemský film, režie Pieter Verhoeff.

- Dopis pro krále (2020, The Letter for the King), Netflix seriál, režie Alex Holmes, Charles Martin, Felix Thompson.

## Česká vydání
- Dopis pro krále, Albatros, Praha 2000, přeložila Jana Irmannová-Pellarová, znovu 2022.